# Maltese Falcon (yacht)
Le Maltese Falcon (« faucon maltais » en anglais) est un voilier de luxe.
Le bateau est lancé en 2006 par le milliardaire américain Tom Perkins ; il a été vendu en 2009 à Elena Ambrosiadou, PDG de la société financière IKOS.
Il mesure 88 mètres (289,1 pieds) et a été le plus grand voilier privé de luxe du monde, jusqu'à la livraison du Black Pearl en 2018.
Son nom a été choisi en référence au film de John Huston, Le Faucon maltais, sorti en 1941 et dont le rôle principal est tenu par Humphrey Bogart.

## Description
Il a été construit à Istanbul d'après le concept Dynaship ou Dyna-Rigg de l'ingénieur allemand Wilhelm Prölss par la société italienne Perini Navi. Chaque mât comporte 5 voiles carrées, réalisées par Doyle Sails. Les trois mâts de près de 60 mètres de hauteur sont en fibre de carbone et ont été construits et assemblés par l'entreprise Yildiz Gemi financée par Perkins. Les voiles forment un ensemble de 2 400 mètres carrés de voilures et sont stockées dans les mâts. Le Maltese Falcon a deux moteurs Deutz de 1 800 chevaux chacun. Le yacht nécessite un équipage minimum de 18 personnes et peut accueillir 12 invités. Son système de navigation permet à ce géant des mers d'être manœuvré par une seule personne.
Le coût de ce bateau avoisinerait les 150 millions de dollars. Le Maltese Falcon se loue entre 350 000 euros et 385 000 euros par semaine,.
Ce yacht peut naviguer jusqu'à 24 nœuds à la voile et à 19,5 nœuds au moteur.

## Gréement DynaRig
DynaRig est un concept de gréement, développé à l'origine comme moyen de propulsion additionnel pour les navires de commerce, d'après les travaux de l'ingénieur allemand Wilhelm Pröss dans les années 1960.
Version moderne des gréements à voiles carrés, il est composé d'un mât auto-portant, auquel sont fixés perpendiculairement et de manière solidaire des vergues, ayant une courbure de 12 %, contrairement aux gréements classiques, afin d'assurer la meilleure efficacité. Les voiles sont déployées automatiquement, depuis des enrouleurs situés à l'intérieur du mât, le long des vergues. Le mât pivote ensuite afin de s'orienter par rapport au vent, ce qui permet au navire de pouvoir suivre n'importe quelle allure.
L'application de cette technologie a été rendue possible grâce au développement de matériaux telle que la fibre de carbone. Ce type de gréement qui équipe aujourd'hui le Maltese Falcon fait, en 2016, l'objet d'études pour être adapté à des navires de transport de marchandises.
|         |
| Mâture. |

|              |
| Sous voiles. |

|                 |
| Vue du voilier. |